# Teucholabis (Teucholabis) annulata
Teucholabis (Teucholabis) annulata is een tweevleugelige uit de familie steltmuggen (Limoniidae). De soort komt voor in het Neotropisch gebied.